# 清濑璃子
清濑璃子（英語：Riko Kiyose，2005年7月16日—），日本女子羽毛球運動員，亦為日本國家羽球隊成員。神奈川县出生，青森山田高等学校毕业，現為丸杉株式會社羽球部成員(原丸杉Bluvic已整合為丸杉)。

## 簡歷
2022年7月，她搭档石川心菜参与国内举办全日本高中運動會夺得女子雙打冠軍。接着3月，她搭档平本梨梨菜参与国内举办全日本高中羽球邀請賽夺得女子雙打冠軍。

## 主要比賽成績
只列出曾進入準決賽的國際賽事成績：
| 年份   | 賽事                 | 公開賽級別 | 項目     | 拍檔       | 成績 |
| ------ | -------------------- | ---------- | -------- | ---------- | ---- |
| 2022年 | 世界青年羽毛球錦標賽 | 其他       | 混合團體 | －         | 季軍 |
| 2022年 | 世界青年羽毛球錦標賽 | 女子雙打   | 石川心菜 | 季軍       |      |
| 2023年 | 亞洲青年羽毛球錦標賽 | 其他       | 混合團體 | －         | 冠軍 |
| 2023年 | 世界青年羽毛球錦標賽 | 其他       | 女子雙打 | 平本梨梨菜 | 季軍 |
| 2024年 | 奧迪沙羽毛球大師賽   | 超級100賽  | 女子雙打 | 原菜那子   | 亞軍 |

| 2018-2026年 | 總決賽 | 超級1000賽 | 超級750賽 | 超級500賽 | 超級300賽 | 超級100賽 | 國際挑戰賽 | 國際系列賽 | 未來系列賽 | 其他 |